# Dalskog
Dalskog ist ein kleiner Ort (småort) in der schwedischen Gemeinde Mellerud. Er liegt in der Provinz Västra Götalands län und der historischen Provinz Dalsland.

## Geschichte
Der Ort wurde 1531 erstmals urkundlich erwähnt und bedeutet Wald in einem Flusstal. Über 30 Funde belegen, dass die Gegend bereits in der Bronzezeit besiedelt war. Bei der Gemeindereform 1952 wurde Dalskog Teil der Landgemeinde Kroppefjälls landskommun, die 1969 in der Landgemeinde (ab 1971 Gemeinde) Mellerud aufging.

## Die Kirche
Die turmlose Kirche wurde 1750 eingeweiht. Die Deckenbemalung stammt von 1759. Die Kanzel ist aus dem 17. Jahrhundert und das Taufbecken aus dem 13. Jahrhundert.

## Quelle
1. 1 2  Statistiska centralbyrån: Småorter 2015, byggnader, areal, överlapp tätorter, koordinater (Excel-Datei)